# Каменаре
Каменаре је насељено место града Крушевца у Расинском округу. Према попису из 2022. било је 353 становника (према попису из 1991. било је 505 становника).

## Положај села
Село се већим делом налази по странама доста стрмог нагиба а мањим у реци или потоку. Управо село је на развођу двеју коса које се од Благотина спуштају према Западној Морави а на изворишту омање реке која пролази кроз околна села. Ово село има најузвишенији положај међу темнићким селима. Кроз западни крај села протиче поток, који извире више села, код Сматовског гробља, од кога после постаје Падешка или Бошњанска река. Село је углавном изложено југу. Главни извори воде у Каменару јесу Динчицки извор и Водица.

## Историја
Село је добило име због обиља камена, на коме се налази или због каменара (каменорезаца) који су су били на гласу. Код мештана, заступљено је народно предање да је село било насељено и у доба кнеза Лазара док одређени историјски списи наводе да село није постојало пре 18. века. Међутим, најстарији историјски спис који помиње Каменаре датира из 1530. године где се Каменаре помиње као део Левачке нахије у Крушевачком санџаку.
Црква Св. Петке у Каменару сазидана је 1810. године на месту старије дрвене цркве која је датирала из раног 18. века али је оштећена током Првог светског рата. Садашња зграда датира из 1929. године и грађена је по узору на моравски стил, са розетом и основом уписаног крста.
Каменаре је било једно од попришта последње битке у Другом светском рату између четника и партизана - Битке на Западној Морави, у којој су партизани доживели пораз. На платоу изнад села, између Парцана и Каменара, постоји спомен обележје палим борцима подигнуто 1960-их година.
Како је Каменаре једно од најзначајнијих села-произвођача јагода, 2007. у селу је покренута манифестација "Јагодијада".Након неколико година, због недостатака средстава и недостатка слуха од стране општинских власти, манифестација је угашена иако је стекла статус традиционалне манифестације.
У селу се налази подручно одељење ОШ "Брана Павловић" из Коњуха а прва зграда школе у селу Каменару подигнута је 1928. године. Такође, у селу постоји и КУД "Завичај"

## Порекло становништва
Каменаре долази у ред раштрканих села. Куће су међусобно удаљене 300 до 500 метара а на рубовима села и више. Село се дели на Горњу Малу – северо-западни и Доњу Малу – југоисточни део села. У селу се налази једно гробље, Дошевачко које се налази извише села.
Подаци о становништву из 1905. године
- Годићи (10 кућа, Св. Никола), досељени око 1760. године из Злегиње у окр. крушевачком.
- Миладиновићи (6 кућа, Митровдан и Св. Јеремије), доселили се из Новог Пазара.
- Јошићи (4 куће, Св. Ђорђе и Ђурђевдан), доселили из Ступња у окр. крушевачком.
- Мијаиловићи (5 кућа, Св. Ђорђе и Ђурђевдан), досељени из Бојника у Топлици.
- Марићи (3 куће, Св. Ђорђе и Ђурђевдан), досељени из Коњуха, а тамо су се доселили из Александровачке Жупе.
- Секулићи (8 кућа , Св. Петка), досељени из Црне Горе, из племена Бјелопавлића. Један су род са Михаиловићима из Милутовца и Хајдуковићима из Обрежа.
- Марковићи (6 кућа , Св. Јован и Спасовдан), доселили око 1790. године из Црне Горе.
- Радивојевићи (9 кућа , Св. Петка и Св. Никола летњи), доселили из Грахова у Црној Гори, кад и Марковићи.
- Петковићи (8 кућа, Св. Ђорђе и Ђурђевдан), доселили се у 19. веку

Сеоска слава је Бели Петак по Тројицама а црквена слава Света Петка Трнова

## Демографија
У насељу Каменаре живи 383 пунолетна становника, а просечна старост становништва износи 42,8 година (42,9 код мушкараца и 42,7 код жена). У насељу има 109 домаћинстава, а просечан број чланова по домаћинству је 4,35.
Ово насеље је великим делом насељено Србима (према попису из 2002. године), а у последња три пописа, примећен је мањи пад у броју становника.
|  |

| Демографија | Демографија | Демографија |
| Година      | Становника  | Становника  |
| ----------- | ----------- | ----------- |
| 1948.       | 611         |             |
| 1953.       | 632         |             |
| 1961.       | 624         |             |
| 1971.       | 589         |             |
| 1981.       | 563         |             |
| 1991.       | 505         | 493         |
| 2002.       | 474         | 484         |

| Етнички састав према попису из 2002.‍ | Етнички састав према попису из 2002.‍ | Етнички састав према попису из 2002.‍ | Етнички састав према попису из 2002.‍ | Етнички састав према попису из 2002.‍ |
| ------------------------------------ | ------------------------------------ | ------------------------------------ | ------------------------------------ | ------------------------------------ |
|                                      |                                      |                                      |                                      |                                      |
| Срби                                 | Срби                                 |                                      | 473                                  | 99,78%                               |
| Црногорци                            | Црногорци                            |                                      | 1                                    | 0,21%                                |
| непознато                            | непознато                            |                                      | 0                                    | 0,0%                                 |

| Година пописа     | 1948. | 1953. | 1961. | 1971. | 1981. | 1991. | 2002. |
| ----------------- | ----- | ----- | ----- | ----- | ----- | ----- | ----- |
| Број домаћинстава | 108   | 120   | 131   | 137   | 131   | 121   | 109   |

| Број чланова      | 1  | 2  | 3 | 4  | 5  | 6  | 7  | 8 | 9 | 10 и више | Просек |
| ----------------- | -- | -- | - | -- | -- | -- | -- | - | - | --------- | ------ |
| Број домаћинстава | 17 | 17 | 7 | 13 | 15 | 19 | 10 | 8 | 3 | 0         | 4,35   |

| Пол    | Укупно | Неожењен/Неудата | Ожењен/Удата | Удовац/Удовица | Разведен/Разведена | Непознато |
| ------ | ------ | ---------------- | ------------ | -------------- | ------------------ | --------- |
| Мушки  | 201    | 36               | 145          | 17             | 3                  | 0         |
| Женски | 198    | 25               | 146          | 25             | 2                  | 0         |
| УКУПНО | 399    | 61               | 291          | 42             | 5                  | 0         |

| Пол    | Укупно                    | Пољопривреда, лов и шумарство | Рибарство                            | Вађење руде и камена | Прерађивачка индустрија       |
| ------ | ------------------------- | ----------------------------- | ------------------------------------ | -------------------- | ----------------------------- |
| Мушки  | 150                       | 138                           | 0                                    | 0                    | 6                             |
| Женски | 95                        | 91                            | 0                                    | 0                    | 1                             |
| УКУПНО | 245                       | 229                           | 0                                    | 0                    | 7                             |
| Пол    | Производња и снабдевање   | Грађевинарство                | Трговина                             | Хотели и ресторани   | Саобраћај, складиштење и везе |
| Мушки  | 0                         | 0                             | 4                                    | 0                    | 0                             |
| Женски | 0                         | 0                             | 0                                    | 0                    | 0                             |
| УКУПНО | 0                         | 0                             | 4                                    | 0                    | 0                             |
| Пол    | Финансијско посредовање   | Некретнине                    | Државна управа и одбрана             | Образовање           | Здравствени и социјални рад   |
| Мушки  | 0                         | 0                             | 2                                    | 0                    | 0                             |
| Женски | 0                         | 0                             | 0                                    | 3                    | 0                             |
| УКУПНО | 0                         | 0                             | 2                                    | 3                    | 0                             |
| Пол    | Остале услужне активности | Приватна домаћинства          | Екстериторијалне организације и тела | Непознато            | Непознато                     |
| Мушки  | 0                         | 0                             | 0                                    | 0                    | 0                             |
| Женски | 0                         | 0                             | 0                                    | 0                    | 0                             |
| УКУПНО | 0                         | 0                             | 0                                    | 0                    | 0                             |

## Занимљивости
Песникиња Милица Петковић Краљ, професор Медицинског факултета у Београду и носилац Партизанске споменице Властимир Годић и вајар Власта Миладиновић рођени су у овом селу.Такође, пореклом из овог села је и директор Владине Канцеларије за Косово и Метохију Петар Петковић.
Од 1987. у селу је објављиван хумористични лист "Чуј да ти кажем" који је представљао прве независне сеоске новине у Србији.